# 22940 Chyan
22940 Chyan è un asteroide della fascia principale. Scoperto nel 1999, presenta un'orbita caratterizzata da un semiasse maggiore pari a 2,3845695 UA e da un'eccentricità di 0,1541930, inclinata di 3,64514° rispetto all'eclittica.